# 巴托洛梅·马丁内斯
巴托洛梅·马丁内斯·埃尔南德斯（西班牙語：Bartolomé Martínez Hernández；1873年8月24日—1936年1月30日），尼加拉瓜的政治家，担任过尼加拉瓜副总统，1923年至1925年担任尼加拉瓜总统:216。